# Wiedenborstel
Wiedenborstel é um município da Alemanha localizado no distrito de Steinburg, estado de Schleswig-Holstein .
Pertence ao Amt de Kellinghusen.

## Ver Também
- Lista de locais com uma população permanente menor do que dez moradores